# Xingtan
Xingtan (kinesiska: 杏坛) är en köping (zhen) i sydöstra Kina. Den ligger i stadsdistriktet Shunde i staden Foshan i provinsen Guangdong, omkring 41 kilometer söder om provinshuvudstaden Guangzhou. Antalet invånare är 144 537. Befolkningen består av 69 813 kvinnor och 74 724 män. Barn under 15 år utgör 12,0 %, vuxna 15-64 år 80 %, och äldre över 65 år 6,0 %.